# Grimslöv
Grimslöv – miejscowość (tätort) w Szwecji, w regionie administracyjnym (län) Kronoberg, w gminie Alvesta.
Według danych Szwedzkiego Urzędu Statystycznego liczba ludności wyniosła: 622 (31 grudnia 2015), 623 (31 grudnia 2018) i 610 (31 grudnia 2019).